# ダイナスティスキーリゾート
ダイナスティスキーリゾートは、北海道北広島市にあるスキー場である。（旧：セントレジャー北広島スキー場）

## コース
初心者〜中級者向けのコースが5コース設置されている。

## リフト
- 第1シングルリフト
- 第2シングルリフト
- 第3ペアリフト

## 沿革
- 1976年（昭和51年）12月「株式会社後楽園スタヂアム」（現株式会社東京ドーム）の北海道のレジャー施設の子会社「株式会社北海道後楽園」が経営の下、「後楽園広島スキー場」としてオープン。
- 1996年（平成8年）9月1日の北広島市の市制施行につき、「後楽園北広島スキー場」に改称。
- 2007年（平成19年）経営母体の「株式会社東京ドーム」が「株式会社北海道後楽園」（札幌後楽園カントリークラブ・スキー場）をセントレジャー・グループに売却[1][2]。
- 2007年（平成19年）12月22日「セントレジャー北広島スキー場」として再オープン。
- 2011年（平成23年）
  - 4月15日 セントレジャーグループは、子会社の（株）セントレジャー・オペレーションズが運営するパブリックのセントレジャーゴルフクラブ札幌・スキー場をキタコー（株）の子会社・（株）マインズコーポレーションに売却[2]。
  - 8月20日 ダイナスティスキーリゾートに改称。
- 2016年（平成28年） 前身も含めて開業40周年を迎えた。

## 所在地
- 北海道北広島市仁別152

## アクセス
- 道央自動車道北広島IC
- 札幌市内より車で約40分。